# Йохана фон Хоенлое-Валденбург
Йохана фон Хоенлое-Валденбург (на немски: Johanna von Hohenlohe-Waldenburg; Johanna von Hohenlohe; * 25 юни 1557; † 14 декември 1585) е графиня от Хоенлое-Валденбург-Лангенбург и чрез женитба графиня на Йотинген-Йотинген в Швабия, Бавария.
Тя е дъщеря на граф Еберхард фон Хоенлое-Валденбург (1535 – 1570) и съпругата му графиня Агата фон Тюбинген (1533 – 1609), дъщеря на граф Конрад IV фон Тюбинген-Лихтенек († 1569) и първата му съпруга графиня Йохана фон Цвайбрюкен-Бич (* 10 юни 1517). Сестра е на граф Георг Фридрих I (1562 – 1600).
Йохана фон Хоенлое-Валденбург умира на 28 години на 14 декември 1585 г. в Йотинген и е погребана там.

## Фамилия
Йохана фон Хоенлое-Валденбург се омъжва на 30 януари 1575 г. в Йотинген за граф Готфрид фон Йотинген-Йотинген (* 8/19 юни 1554; † 7 септември 1622), син на граф Лудвиг XVI фон Йотинген (1508 – 1569) и първата му съпруга Маргарета фон Пфалц-Люцелщайн (1523 – 1560). Тя е първата му съпруга. Те имат четири деца:

- Юлиана (* 23 февруари 1576; † 23 март 1576)
- Лудвиг Еберхард (* 9 юли 1577; † 4 юли 1634), граф на Йотинген-Йотинген, женен на 17 май 1598 г. в Йотинген за графиня Маргарета фон Ербах (* 17 май 1576; † 5 юни 1635)
- Йохана Хенриета (* 28 август 1578; † 18 март 1619), омъжена на 18 септември 1597 г. в Ербах за граф Фридрих Магнус фон Ербах-Фюрстенау (* 18 април 1575; † 26 август 1618)
- Готфрид (* 29 май 1582; † 23 август 1596 в Тюбинген)

Готфрид фон фон Йотинген-Йотинген се жени втори път на 7 ноември 1591 г. в Йотинген за пфалцграфиня Барбара фон Пфалц-Цвайбрюкен-Нойбург (* 27 юли 1559; † 5 март 1618).